# Джеймс Абрахамсън
Джеймс Алън Абрахамсън (на английски: James Alan Abrahamson) е американски тест пилот и генерал-лейтенант от USAF. От април 1984 февруари 1989 г. е директор на Инициативата за стратегическа отбрана.

## Образование
Джеймс Абрахамсън завършва гимназия в родния си град през 1951 г. През 1955 г. се дипломира като бакалавър по аерокосмическо инженерство в Масачузетски технологичен институт, Кеймбридж, Масачузетс. През 1961 г. получава магистърска степен по същата специалност от Университета на Оклахома. През 1966 г. завършва генералщабен колеж в авиобазата Максуел, Монтгомъри, Алабама. През 1973 г. завършва индустриален генералщабен колеж на въоръжените сили във Форт Макнеър, Вашингтон, Федерален окръг Колумбия.

## Военна кариера
Джеймс Абрахамсън постъпва на служба в USAF след дипломирането си през ноември 1955 г. Завършва школа за пилоти през май 1957 г. През 1958 г. завършва школа за командир на ескадрила. От октомври 1964 до август 1965 г. взема участие във Виетнамската война. Извършва 49 бойни полета над вражеска територия. От юни 1973 г. е командир на 4950-о изпитателно авиокрило, базирано в авиобазата Едуардс, Калифорния. Под негово ръководство е изпитана и приета на въоръжение ракетата „Маверик“. През март 1974 г. е назначен за инспектиращ генерал по бойни и авиационни системи на USAF. От май 1976 юли 1980 г. е директор на програмата по оръжейните системи на новия изтребител F-16. От април 1984 г. е първият директор на новата програма Инициатива за стратегическа отбрана, т. нар. „Междузвездни войни“. Остава на тази длъжност до излизането си в пенсия през 1989 г. В кариерата си има над 3000 полетни часа на реактивни самолети.

## Астронавт на USAF
Джеймс Абрахамсън е избран за астронавт от USAF на 30 юни 1967 г., Група USAF MOL-3. През юли същата година започва обучението му. Завършва успешно курса на обучение през 1968 г. и получава квалификация астронавт – 3-ти клас на USAF в програмата MOL (на английски: Manned Orbiting Laboratory). На 10 юни 1969 г. програмата е прекратена и Абрахамсън се връща на редовна военна служба. От ноември 1981 г. е асоцииран администратор (от страна на USAF) в програмата Спейс шатъл. Остава на този пост до 1984 г. Под негово наблюдение са осъществени 10 мисии на космическата совалка, включително първото в историята улавяне и ремонт на сателит в околоземна орбита.

## Награди
- Медал за изключителни заслуги;
- Легион за заслуги;
- Медал за похвала;
- Въздушен медал за заслуги;
- Медал за похвала на USAF;
- Медал за изключителна мисия на USAF;
- Медал за отлична организация на USAF;
- Медал за служба в националната отбрана;
- Медал за служба във Виетнам;
- Медал за продължителна служба в USAF;
- Медал на USAF за специалист по оръжейни системи;
- Медал за участие във Виетнамската война;
- Орден на Крал Леополд, Белгия;
- Орден Насау, Нидерландия;
- Кралски орден св. Олав, Норвегия;
- Медал на НАСА за изключителна служба.